# Вулиця Переяславська (Кременчук)
Вулиця Переяславська — одна з вулиць Кременчука. Протяжність близько 1650 метрів.

## Розташування
Вулиця розташована в нагірній частині міста. Починається з вулиць Юрія Руфа та Залізничної до Криворудної.
Проходить крізь такі вулиці (з початку вулиці до кінця):
- Переяславський пров.
- пров. Дмитра Барковського
- Локомотивна
- Андріївська
- Сержанта Мельничука
- Петра Калнишевського
- Сумська
- Піщаний пров.
- Підгірна
- Хорольська

## Будівлі та об'єкти
- Буд. 28/12 — Пекарня (булочна)
- Буд. 46 — Нова пошта 8
- Буд. 57/12 — Пожежна частина № 14 ДСНС України у Полтавській області (пам'ятка архітектури місцевого значення)